# ليديا فوشكوفيتش
ليديا فوشكوفيتش مواليد 10 فبراير 1988 في بلغراد، جمهورية يوغوسلافيا الاشتراكية الاتحادية، هي لاعبة كرة سلة صربية. بدأت مسيرتها الاحترافية في سنة 2005. تلعب في الدوري الصربي لكرة السلة للسيدات. وتحمل الرقم 15.

## الإنجازات
- الدوري الصربي لكرة السلة للسيدات (3): 2010–11، 2011–12، 2012–13
- الدوري الأدرياتيكي للسيدات (2): 2011–12، 2012–13

## روابط خارجية
- ليديا فوشكوفيتش على موقع كرة السلة الأوروبية.كوم (الإنجليزية)
- ليديا فوشكوفيتش على موقع بروبوليرز (الإنجليزية)